# Уравнение Блоха
Уравнение Блоха — уравнение квантовой статистики, установленное Феликсом Блохом в 1932 году. Оно имеет вид:
где:
- {\displaystyle \rho =\exp {(-\beta H)}};
- {\displaystyle \beta } — некоторый параметр.

Величина {\displaystyle \rho } представляет собой ненормируемый статистический оператор квантового канонического распределения Гиббса.
При {\displaystyle \beta ={\frac {1}{kT}}} оператор {\displaystyle \rho } представляет собой ненормированный оператор плотности состояния теплового равновесия.
При {\displaystyle \beta =-{\frac {it}{\hbar }}} оператор {\displaystyle \rho } является эволюционным оператором. При этом легко заметить, что при такой замене уравнение Блоха переходит в уравнение Шрёдингера. Эта формальная аналогия позволяет использовать методы квантовой механики в квантовой статистике.